# Randia nicaraguensis
Randia nicaraguensis är en måreväxtart som beskrevs av David H. Lorence och John Duncan Dwyer. Randia nicaraguensis ingår i släktet Randia och familjen måreväxter. Inga underarter finns listade i Catalogue of Life.